# Çanakkale BSK
Çanakkale BSK är en sportklubb från Çanakkale, Turkiet. Klubben bildades 1987 och är aktiv inom flera sporter. Dess mest framgångsrika sektion är damvolleybollaget. Det spelade länge en bit ner i seriesystemet, men debuterade i Voleybol 1. Ligi 2013–2014 (det dåvarande namnet på högsta serien, sedan 2016/2017 omdöpt till Sultanlar Ligi). Lagets främsta merit är en seger i den internationella tävlingen BVA Cup 2016. Laget hamnade på näst sista plats i Sultanlar Ligi 2018–2019 och degraderades efter nedflyttningsspel till Voleybol 1. Ligi